# Macropsebium wahlbergi
Macropsebium wahlbergi är en skalbaggsart som beskrevs av Aurivillius 1887. Macropsebium wahlbergi ingår i släktet Macropsebium och familjen långhorningar.
Artens utbredningsområde är:
- Botswana.
- Zimbabwe.

Inga underarter finns listade i Catalogue of Life.